# Globiceps
Globiceps is een geslacht van wantsen uit de familie blindwantsen. Het geslacht werd voor het eerst wetenschappelijk beschreven door Flower in 1884 .

## Soorten
Het genus bevat de volgende soorten:

Subgenus Aglobiceps Wagner, 1969
- Globiceps parvulus Reuter, 1904

Subgenus Globiceps Le Peletier & Serville, 1825
- Globiceps coryli V.G. Putshkov, 1970
- Globiceps handlirschi Reuter, 1912
- Globiceps novaki Wagner, 1950
- Globiceps rubi Wagner, 1964
- Globiceps sphaegiformis (Rossi, 1790)

Subgenus Kelidocoris Kolenati, 1845
- Globiceps armeniacus Drapolyuk, 1999
- Globiceps astragali Seidenstücker, 1964
- Globiceps caucasicus Poppius, 1912
- Globiceps genistae Seidenstücker, 1971
- Globiceps holtzi Reuter, 1912
- Globiceps monticolus Linnavuori, 2006
- Globiceps morettii Rizzotti Vlach, 1999
- Globiceps obscuripes Lindberg, 1940
- Globiceps picteti Fieber, 1861
- Globiceps salicicola Reuter, 1880
- Globiceps sordidus Reuter, 1876
- Globiceps syriacus Wagner, 1969
- Globiceps terrai Baena, 1996
- Globiceps thymi Seidenstücker, 1964
- Globiceps tragacanthae V.G. Putshkov, 1978
- Globiceps weberi Wagner, 1969

Subgenus Paraglobiceps Wagner, 1957
- Globiceps flavomaculatus (Fabricius, 1794)
- Globiceps fulvicollis Jakovlev, 1877
- Globiceps horvathi Reuter, 1912
- Globiceps juniperi Reuter, 1902